# Савез хокеја на леду Финске
Савез хокеја на леду Финске (фин. Suomen Jääkiekkoliitto; швед. Finlands Ishockeyförbund) кровна је спортска организација задужена за професионални и аматерски хокеј на леду на подручју Републике Финске. 
Савез је пуноправни члан Међународне хокејашке федерације (ИИХФ) од 10. фебруара 1928. године.
Седиште Савеза налази се у главном граду земље Хелсинкију.

## Историја
Крајем XIX века Леонард Боргстрјом је превео правила канадског (стандардног) хокеја на фински језик, истовремено покушавајући да популарише и рашири ову игру у земљи. Међутим хокеј на леду у Финској почиње да добија на популарности тек четврт века касније, након што је 1927. Финска клизачка унија (ФКУ) укључила овај спорт у свој програм. Истовремено заинтересованост за хокеј показује и Фудбалски савез Финске (ФСФ) који је такође укључио овај спорт у свој програм 1928. године. Тако је дошло до ривалитета између два савеза о превласти над овим спортом. С тим у вези ФСФ је почетком 1928. организовао први национални шампионат на којем је победила екипа Випурин Рејпаса из Виборга. 
Клизачки савез је реаговао тако што је послао свог потпредседника Валтера Јакобсона на конгрес Међународне хокејашке асоцијације у Санкт Морицу. Јакобсен је успео да у Швајцарској издејствује пуноправно чланство за свој савез 10. фебруара 1928. године. 
Како је након чланства у ИИХФ хокеј на леду постајао све популарнији, а повећавао се и број нових клубова јавила се потреба за оснивање посебног савеза задуженог искључиво за хокеј на леду. Хокејашки савез Финске који је заједнички основало 17 клубова 20. јануара 1929, у почетку је деловао као подсавез у оквирима Клизачке уније, а потпуну самосталност добија 1936. године (чланством у националном спортском савезу и олимпијском комитету). 
Хладне зиме и постојање бројних ледених површина са природним ледом омогућавали су убрзано ширење овог спорта по целој земљи без потребе за неким великим улагањима. Током 1930-их главни хокејашки центри у земљи били су градови Хелсинки, Тампере и Турку. Године 1939. и национална репрезентација се по први пут појављује на светској сцени на такмичењу за светског првака. 
Недостатак стручног тренерског кадра, али и затворених терена негативно се одражавао на квалитет финског хокеја све до средине шездесетих година прошлог века. Све се променило 1965. када је у Тампереу отворена прва национална ледена дворана, а хокеј на леду у земљи доживео прави процват. Развој хокеја као спорта пратила је и индустрија спортске опреме која је за кратко време захваљујући квалитету својих производа постала познат бренд не само у Финској него и целом свету. 
Велика пажња је почела да се посвећује раду са децом што је довело до стварања јаке и стабилне базе за све репрезентативне селекције (али и клубове).

## Такмичења
Национално првенство игра се од сезоне 1927/28. Првих 5 првенстава играло се по куп систему, док се од сезоне 1934. игра по лигашком систему. Лига је имала аматерски карактер све до 1975. када је формирана Елитна лига чиме је уведен професионализам у фински хокеј на леду. Елитна лига егзистира као посебна спортска организација која свој рад координира са националним савезом. Постоји и неколико нижих лигашких рангова такмичења. 
Сениорска репрезентација дебитовала је на међународној сцени у пријатељској утакмици против селекције Шведске у Хелсинкију 29. јануара 1928. године, забележивши убедљив пораз од 1:8. Од дебитантског наступа на светском првенству 1939. репрезентација је увек играла у елитној дивизији, а у два наврата је успевала да освоји и титуле светских првака (1995. и 2011). На ЗОИ су учествовали укупно 14 пута освојивши чак 5 олимпијских медаља (два сребра и три бронзе). 
Женска сениорска репрезентација дебитовала је на међународној сцени утакмицом против селекције Норвешке играном у Копенхагену 6. децембра 1988. године. Једна је од најуспешнијих женских селекција на свету. На пет од укупно 6 одржаних европских првенстава Финкиње су освајале златне медаље. Чак 10 пута су освајале бронзане медаље на светским првенствима, односно 2 бронзе на олимпијским играма. 

## Савез у бројкама
Према подацима ИИХФ из 2013. на подручју под ингеренцијом финског савеза регистровано је укупно 66.636 активних играча, односно 29.565 у сениорској (24.778 мушкараца и 4.787 жена) и 37.100 у јуниорској конкуренцији. Судијску лиценцу поседовало је 50 арбитара. 
Хокејашку инфраструктуру која је у одличном стању чини 259 затворених ледених дворана и 15 терена на отвореном. Највеће ледене дворане су у Тампереу (8.563 места), Порију (8.400), Хелсинкију (8.026), Турку (8.000), Оулу (7.600) и Рауми (7.243).